# Jaromir Fridrich
Jaromir Fridrich ist ein ehemaliger tschechoslowakischer Radrennfahrer und nationaler Meister im Radsport.

## Sportliche Laufbahn
Fridrich war im Straßenradsport aktiv. Die nationale Meisterschaft im Straßenrennen gewann er 1968 vor Jindřich Marek. Ebenfalls in der Saison 1968 holte er mit seinem Verein den nationalen Titel im Mannschaftszeitfahren. Das französische Etappenrennen Grand Prix de l’Humanité gewann er 1971. 1972 siegte er in diesem Rennen im Prolog. 1968 und 1971 war er im Eintagesrennen Košice–Tatry–Košice erfolgreich. In der Marokko-Rundfahrt 1972 gelang ihm ein Tageserfolg.